# Dypsis viridis
Dypsis viridis – gatunek palmy z rzędu arekowców (Arecales). Występuje endemicznie na Madagaskarze, w prowincji Toamasina. Można go spotkać między innymi w parkach narodowych Mananara Nord i Zahamena.
Rośnie w bioklimacie wilgotnym. Występuje na wysokości do 500 m n.p.m.